# Myung Rye-hyun
Myung Rye-hyun (kor. 명례현) (ur. 14 kwietnia 1926) – północnokoreański piłkarz, później trener piłkarski.

## Kariera klubowa
Podczas swojej kariery piłkarskiej Myung Rye-hyun reprezentował barwy klubu Moranbong Pjongjang, w którym grał w latach czterdziestych i pięćdziesiątych. Karierę piłkarską przerwał Myungowi wybuch wojny koreańskiej.

## Kariera trenerska
Myung Rye-hyun po zakończeniu kariery piłkarskiej został trenerem. Uczył się w szkołach trenerskich w Moskwie, Pradze, Budapeszcie i rozpoczął pracę w ojczyźnie. W latach 60. prowadził reprezentacji Korei Północnej. W 1965 roku prowadzona przez niego reprezentacja po zwycięskich meczach eliminacji Mistrzostw Świata 1966 z Australią awansowała do finałów Mistrzostw Świata. Rok później prowadzona przez niego reprezentacja była "czarnym koniem" mistrzostw. Po pierwszym przegranym 0-3 meczu z ZSRR i remisie 1-1 z Chile, w trzecim meczu grupowym Korea sensacyjnie pokonała 1-0 Włochy i jako pierwsza azjatycka reprezentacja awansowała do ćwierćfinału. W ćwierćfinale w meczu z Portugalią Korea Północna po 30 min. sensacyjnej gry prowadziła 3-0, by ostatecznie przegrać 3-5.